# Opatovce nad Nitrou
Opatovce nad Nitrou (bis 1927 slowakisch „Opatovce“; deutsch Abtsdorf, ungarisch Bajmócapati) ist eine Gemeinde im Westen der Slowakei mit 1517 Einwohnern (Stand 31. Dezember 2024), die zum Okres Prievidza, einem Teil des Trenčiansky kraj, gehört.

## Geographie
Die Gemeinde befindet sich im mittleren Teil des Talkessels Hornonitrianska kotlina am rechten Ufer der Nitra. Das Gemeindegebiet ist flach und leicht hügelig. Das Ortszentrum liegt auf einer Höhe von 270 m n.m. und ist wenige Kilometer von Bojnice und Prievidza entfernt.

## Geschichte
Der Ort wurde zum ersten Mal 1113 in einer Urkunde indirekt erwähnt, welche die damaligen Grenzen des zur Neutraer Abtei gehörenden Grundstücks festlegt. Aus diesem Grund erhielt das erst später gegründete Dorf (1424 als Apathy erwähnt) seinen Namen nach der Abtei. Es gehörte seit 1468 zum Herrschaftsgut von Skačany und seit 1777 zum Neutraer Kapitel.
1828 sind 63 Häuser und 444 Einwohner verzeichnet.
Früher war die Mehrheit der Einwohner in der Landwirtschaft beschäftigt, heute arbeiten viele hingegen in Industrieunternehmen in der Gegend.

## Bevölkerung
| Jahr                | 1994 | 2004    | 2014    | 2024    |
| ------------------- | ---- | ------- | ------- | ------- |
| Anzahl der Personen | 1478 | 1453    | 1568    | 1517    |
| Unterschied         |      | −1,69 % | +7,91 % | −3,25 % |

| Jahr                | 2023 | 2024    |
| ------------------- | ---- | ------- |
| Anzahl der Personen | 1547 | 1517    |
| Unterschied         |      | −1,93 % |

Ergebnisse nach der Volkszählung 2001 (1471 Einwohner):
| Nach Ethnie: - 98,30 % Slowaken - 0,68 % Tschechen - 0,07 % Magyaren | Nach Konfession: - 86,95 % römisch-katholisch - 7,21 % konfessionslos - 3,81 % nicht ermittelt - 0,68 % evangelisch |